# Prionocera subturcica
Prionocera subturcica är en tvåvingeart som beskrevs av Evgenyi Nikolayevich Savchenko 1983. Prionocera subturcica ingår i släktet Prionocera och familjen storharkrankar. Inga underarter finns listade i Catalogue of Life.